# Natalie Cook
Natalie Cook   (Townsville, 19 de gener de 1975) OAM, és una jugadora de voleibol platja australiana, guanyadora de dues medalles olímpiques.

## Biografia
Va néixer el 19 de gener de 1975 a la ciutat de Townsville, població situada a la regió australiana de Queensland. L'any 2000 fou guardonada amb el títol de l'Orde d'Austràlia.
Va participar, als 21 anys, en els Jocs Olímpics d'Estiu de 1996 realitzats a Atlanta (Estats Units), aconseguint la medalla de bronze en la competició femenina juntament amb Kerri Pottharst. En els Jocs Olímpics d'Estiu de 2000 realitzats a Sydney (Austràlia) aconseguiren la medalla d'or, imposant-se en la final a la parella brasilera.
Amb la retirada de Pottharst de la competició activa Cook escollí Nicole Sanderson com a nova parella, amb la qual participà en els Jocs Olímpics d'Estiu de 2004 realitzats a Atenes (Grècia), on finalitzaren en quarta posició. En els Jocs Olímpics d'Estiu de 2008 realitzats a Pequín (Xina), en aquesta ocasió amb Tamsin Barnett, finalitzà en cinquena posició.
Al llarg de la seva carrera ha aconseguit una medalla de bronze en el Campionat del Món de voleibol platja l'any 2003.